# Bertrand des Garets
Pour les articles homonymes, voir Des Garets.
Bertrand de Garnier des Garets (né le 12 décembre 1928 à Paris et mort le 23 février 2013 à Bordeaux), est un homme politique français.

## Biographie
Député UDR de la Gironde de 1968 à 1973, pour la IVe législature, Bertrand de Garnier des Garets est conseiller général du canton de Lussac de 1970 à 1976 et maire de Saint-Médard-de-Guizières de 1970 à 1977 et de 1983 à 1989.